# Radmila Šekerinska
Radmila Šekerinska Jankovska (Macedonisch: Радмила Шекеринска Јанковска) (Skopje, 10 juni 1972) is een Macedonische politica. Ze is lid van de Sociaaldemocratische Unie van Macedonië (Macedonisch: Социјалдемократски сојуз на Македонија–СДСМ, SDSM) en die sinds december 2024 plaatsvervangend secretaris-generaal van de NAVO is.
Šekerinska was tussen 2002 en 2006 vicepremier van Macedonië en in 2004 nam zij tweemaal kortstondig het premierschap van haar land waar. In 2006 werd Šekerinska verkozen tot partijleider van de SDSM en daarmee de eerste vrouwelijke leider van een grote politieke partij in Macedonië. Na een verkiezingsnederlaag in 2008 legde ze die functie neer. Van 2017 tot 2022 was ze minister van Defensie in de regering van Zoran Zaev.

## Biografie

### Opleiding
In 1995 studeerde Šekerinska af aan de Universiteit van Skopje, waar ze een graad in Elektrotechniek behaalde. Ze is tevens in het bezit van een Master in Internationale Betrekkingen, welke ze in 2007 behaalde aan de Fletcher School of Law and Diplomacy.

### Politieke carrière
Šekerinska raakte geïnteresseerd in de politiek tijdens het uiteenvallen van de Socialistische Federale Republiek Joegoslavië. In deze periode raakten Kroatië en Bosnië en Herzegovina verwikkeld in een burgeroorlog. Het agressieve nationalisme in met name Servië en Kroatië was bezig met een sterke opmars, en eenzelfde ontwikkeling was gaande in Macedonië. Hoewel Šekerinska in deze periode student Elektrotechniek was, voelde zij de drang om zich uit te spreken tegen het groeiende nationalisme in de Macedonische politiek. In 1992 sloot ze zich aan bij de SDSM.
In 1998 werd Šekerinska voor het eerst (en als jongste lid) verkozen in het Macedonische parlement. Als een van de vier vrouwen in het parlement (met in totaal 120 leden) maakte ze zich sterk voor een grotere betrokkenheid van vrouwen bij politieke besluitvorming. Een sterke lobby van verschillende non-gouvermentele organisaties en de vrouwenbeweging binnen de SDSM, ondersteund door Šekerinska, leidde uiteindelijk tot wetgeving die vereist dat de kieslijsten van alle politieke partijen uit ten minste 30 procent vrouwen bestaat. In 2016 is dit percentage verhoogd naar 40 procent.

#### Vicepremier en partijleider
Op 1 november 2002 werd Šekerinska benoemd tot vicepremier in de Macedonische regering, aanvankelijk onder het premierschap van Branko Crvenkovski (2002–2004) en aansluitend onder Hari Kostov (2004) en Vlado Bučkovski (2004–2006). Gedurende haar tijd als vicepremier was zij verantwoordelijk voor Europese integratie en werd Macedonië de status van kandidaat-lidstaat van de Europese Unie toegekend. In 2004 fungeerde Šekerinska tweemaal als waarnemend premier van Macedonië: van 12 mei tot 2 juni 2004 na het aftreden van premier Crvenkovski en van 18 november tot 17 december 2004 na het aftreden van premier Kostov.
In 2006 werd Šekerinska verkozen tot leider van de SDSM. Zij was hiermee de eerste vrouwelijke leider van een grote politieke partij in Macedonië. Na de voor SDSM teleurstellende verkiezingsresultaten in 2008 (vijf zetels verlies) stapte Šekerinska op als partijleider.
Šekerinska was in 2015 de drijvende kracht achter grote anti-regeringsprotesten met het doel om de conservatieve regering van Nikola Gruevski ten val te brengen. Deze protesten leidden uiteindelijk tot nieuwe verkiezingen in 2016.

#### De bestorming van het Macedonische parlement
Op 28 april 2017 bestormden Macedonische nationalisten het Macedonische parlement nadat Talat Xhaferi, van Albanese afkomst, was verkozen tot voorzitter van het parlement. Bij deze bestorming raakten ongeveer honderd mensen gewond, waaronder vier politici. Šekerinska liep een hoofdwond op. Hierover zei ze later: 'Ik zeg wel eens dat politiek op de Balkan een gevaarlijke aangelegenheid is, en ik heb een sterke maag ontwikkeld, maar ik wist niet dat ik ook een sterke schedel moest hebben."
Op 1 juni 2017 werd Šekerinska benoemd tot minister van Defensie in de regering van Zoran Zaev. Deze functie bekleedde zij tot januari 2022. Tijdens haar ministerschap werd Noord-Macedonië lid van de NAVO. Op 19 november 2024 benoemde secretaris-generaal van de NAVO, Mark Rutte, Šekerinska tot plaatsvervangend secretaris-generaal van de NAVO. Šekerinska trad op 2 december 2024 aan als plaatsvervangend secretaris-generaal van de NAVO.